# Bruno Bellone
Bruno Bellone (Toulon, 14 de março de 1962) é um ex-jogador de futebol francês.

## Carreira
Sua carreira, estendida de 1980 a 1990, foi quase toda dedicada ao Monaco, onde ele começou a jogar em 1980, e saiu em 1987, para jogar no Cannes. Defendeu ainda o Montpellier antes de voltar ao Cannes em 1989, encerrando a carreira aos 28 anos, prejudicado por uma série de lesões.

## Seleção Francesa
Esteve presente pela Seleção Francesa na conquista da Eurocopa de 1984 e nas Copas do Mundo de 1982 e 1986, onde trouxe má lembrança aos torcedores do Brasil: foi dele a famosa cobrança de pênalti em que, apesar de ter batido na trave, a bola entrou no gol por ter em seguida resvalado nas costas do goleiro brasileiro, Carlos; o que acabou sendo decisivo, pois os franceses venceriam nos pênaltis pela diferença mínima.
Como alguns jogadores da França daquelas Copas (e de outras antes e depois), Bellone possuía sangue italiano, assim como Dominique Baratelli, Michel Platini, Bernard Genghini, Jean-Luc Ettori e Jean-Marc Ferreri.

## Ligações Externas
- Perfil em Fifa.com (em inglês)